# Plasencia
Plasencia ist eine spanische Stadt mit 39.829 Einwohnern (Stand: 2024) in der Provinz Cáceres in der autonomen Region Extremadura. Die Stadt ist seit dem Jahr 1189 Bischofssitz.

## Geographie

### Geographische Lage
Plasencia liegt 83 km nördlich von Cáceres, 146 km (Fahrtstrecke) nördlich von Mérida und 70 km östlich der Grenze zu Portugal. Die Stadt befindet sich im Norden der autonomen Gemeinschaft Extremadura, direkt neben dem Zweckverband (mancomunidad) Valle del Jerte.
Die Stadt grenzt im Westen an die Berge der Sierra del Gordo und der Sierra de Berenguer, welche sich zwischen den Montes de Traslasierra befinden. Auf der anderen Seite wird das Gebiet durch die Sierra de Santa Bárbara begrenzt, welche ein Ausläufer der Sierra de San Bernabé ist. Beide werden von den Sierra de Tormantos eingerahmt. Der niedrigste Ort liegt bei 352 m, der höchste Punkt des Stadtgebiets befindet sich mit 997 m in der Sierra del Gordo. Die Altstadt selbst liegt auf einer Höhe von ca. 430 m.
Der Fluss Río Jerte mündet stromaufwärts von Plasencia in den Río Alagón. Etwa 4 km von der Gemeinde entfernt liegt das Embalse de Plasencia, ein Stausee mit einem Fassungsvermögen von 59 Millionen Kubikmetern.
Die Nachbargemeinden von Plasencia sind:
| Nordwest: Oliva de Plasencia und Valdeobispo | Nord: Cabezabellosa                       | Nordost: Casas del Castañar     |
| West: Aldehuela de Jerte und Carcaboso       |                                           | Ost: Gargüera                   |
| Südwest: Galisteo                            | Süd: Malpartida de Plasencia und Riolobos | Südost: Malpartida de Plasencia |

### Klima
Das Klima in Plasencia ist zwischen gemäßigt und mediterran und wird durch das Mikroklima vom Tal des Río Jerte beeinflusst. Im Sommer steigen die Temperaturen selten über 40 °C und nachts kühlt es meist stark ab. Im Winter fallen die Temperaturen auch häufig unter 0 °C. Auch allgemein ist es in der Stadt kühler als in den umliegenden Städten.
|                       | Jan  | Feb  | Mär  | Apr  | Mai  | Jun  | Jul  | Aug  | Sep  | Okt  | Nov  | Dez  |   |      |
| Mittl. Tagesmax. (°C) | 14,4 | 16,7 | 22,1 | 26,4 | 31,3 | 36,4 | 39,3 | 38,6 | 34,1 | 27,6 | 20,5 | 15,2 | ⌀ | 26,9 |
| Mittl. Tagesmin. (°C) | −2,4 | −1,3 | 1,3  | 3,6  | 6,6  | 11,1 | 15,2 | 15,1 | 11,5 | 6,1  | 1,1  | −1,8 | ⌀ | 5,5  |
|                       |      |      |      |      |      |      |      |      |      |      |      |      |   |      |
| Niederschlag (mm)     | 94,1 | 80,0 | 56,5 | 57,3 | 60,5 | 31,6 | 11,4 | 7,2  | 38,3 | 72,5 | 91,3 | 93,3 | Σ | 694  |

| −2,4 |

| −1,3 |

| 1,3 |

| 3,6 |

| 6,6 |

| 11,1 |

| 15,2 |

| 15,1 |

| 11,5 |

| 6,1 |

| 1,1 |

| −1,8 |

| −2,4 |

| −1,3 |

| 1,3 |

| 3,6 |

| 6,6 |

| 11,1 |

| 15,2 |

| 15,1 |

| 11,5 |

| 6,1 |

| 1,1 |

| −1,8 |

| N i e d e r s c h l a g | 94,1 | 80,0 | 56,5 | 57,3 | 60,5 | 31,6 | 11,4 | 7,2 | 38,3 | 72,5 | 91,3 | 93,3 |
|                         | Jan  | Feb  | Mär  | Apr  | Mai  | Jun  | Jul  | Aug | Sep  | Okt  | Nov  | Dez  |

### Flora und Fauna

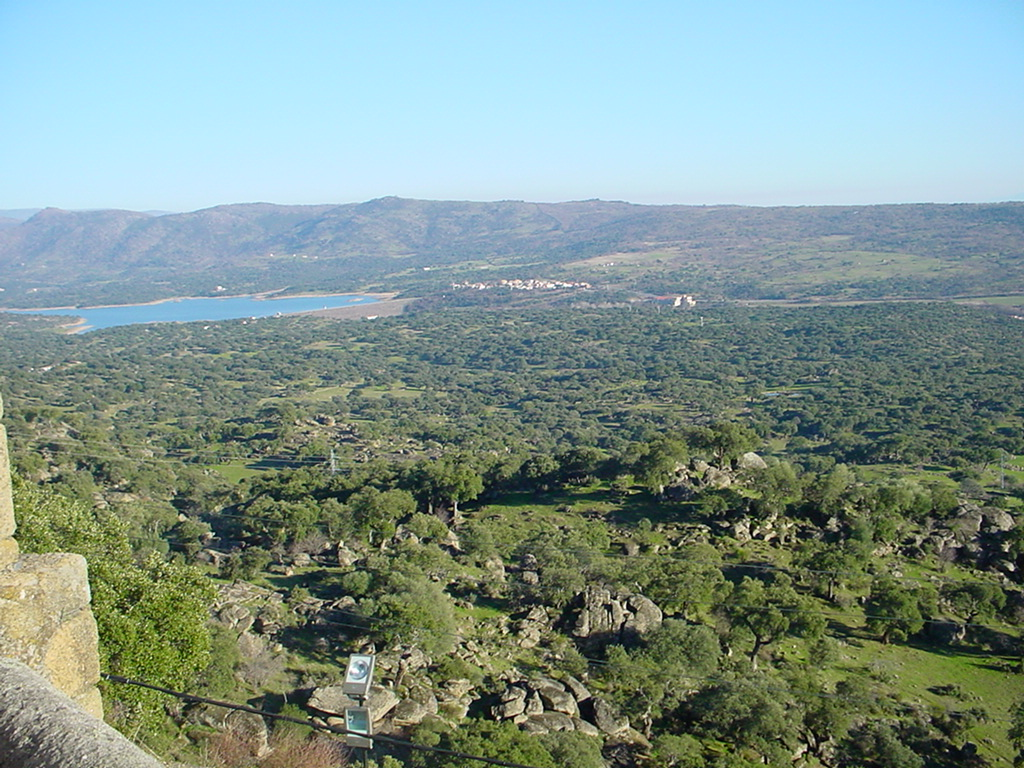
Korkeichen im Valcorchero

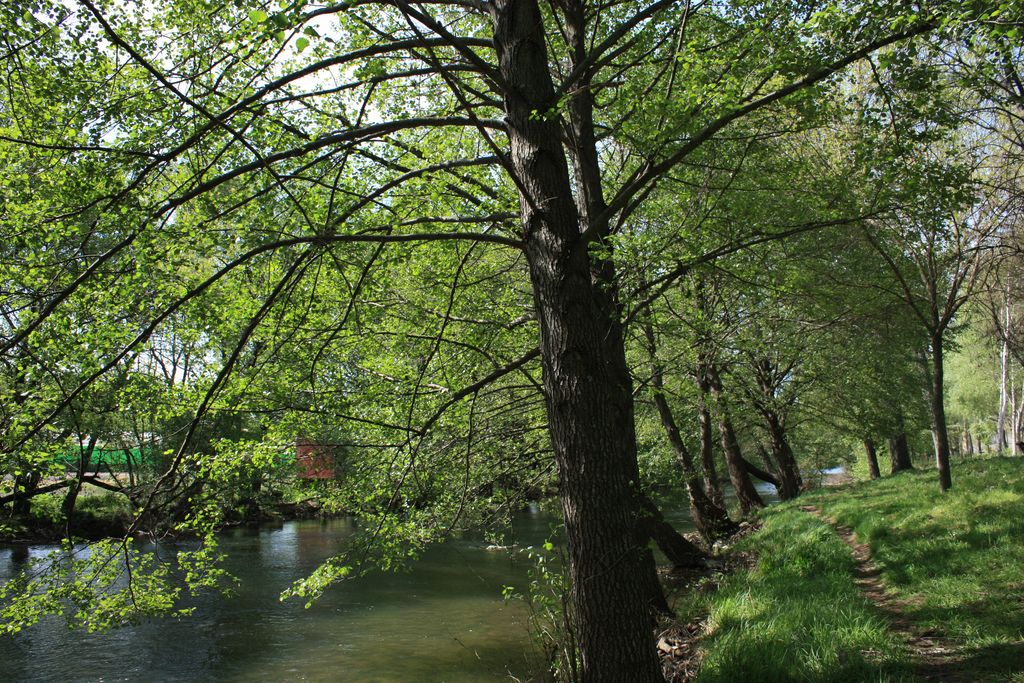
Parque de la Isla im Süden der Stadt

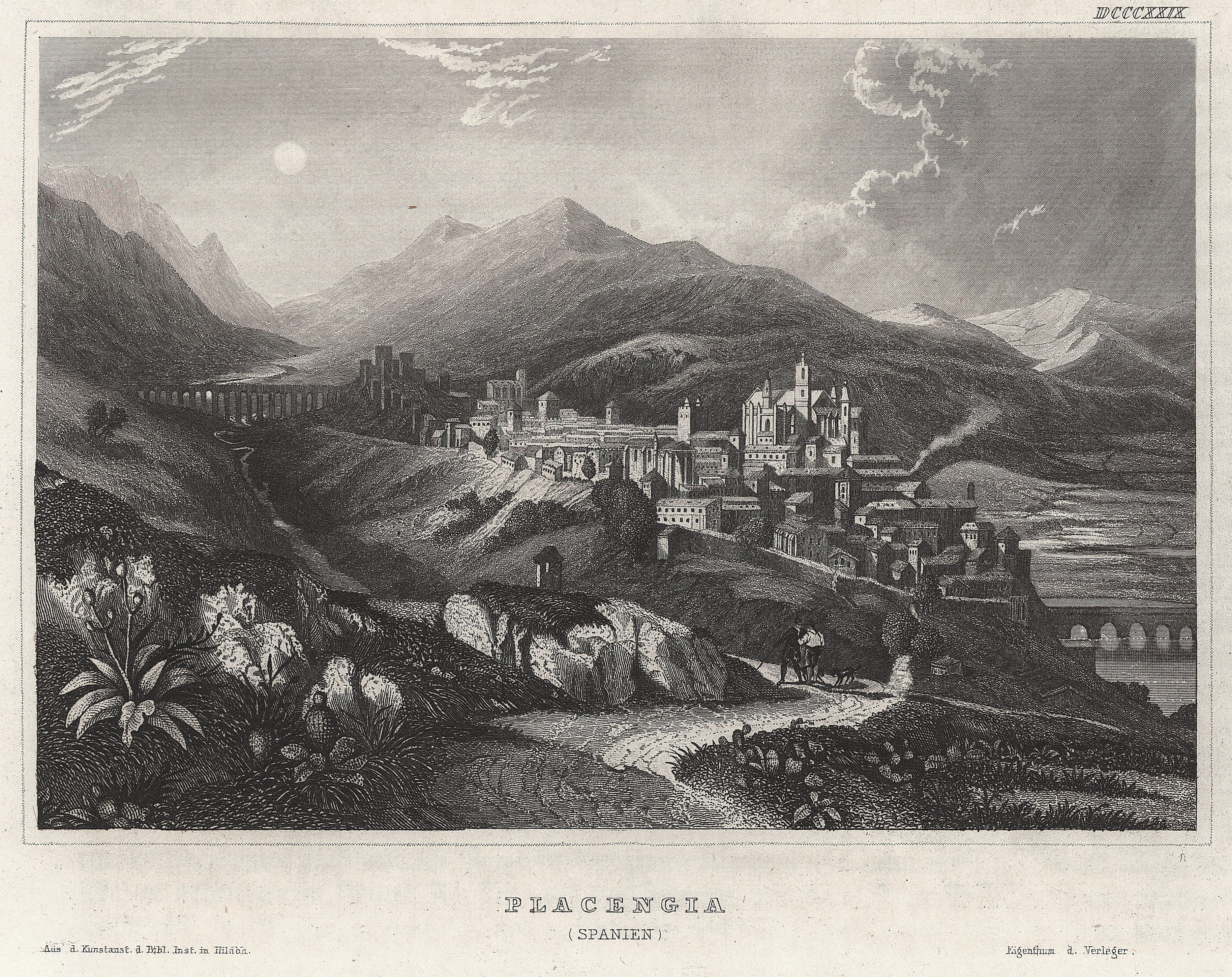
Blick auf Plasencia Mitte des 19. Jh.

Die ursprüngliche Vegetation wurde durch menschliche Eingriffe stark verändert. Der Wald wurde verdrängt und dafür durch landwirtschaftliche Flächen und Weiden ersetzt. Die aktuelle Vegetation wird, wie in weiten Teilen Spaniens, von Dehesas aus Stein- und Korkeichen bestimmt. Im Norden der Stadt befindet sich eine Fläche von 1200 ha mit Korkeichen, welche Valcorchero genannt wird. Dazwischen existiert Gras- und Weideland. Sonst trifft man auf bewässerte Flächen und an den Flüssen auf kleine Haine aus Pappeln. Die Büsche im Gebiet gehören meist zu Unterarten der Gattung Retama. Die Hänge der Sierra de Santa Bárbara sind terrassenförmig angeordnet und beherbergen mehrere Olivenhaine. Zunehmend wird dieser Bereich aber urbanisiert. Im Ort selbst gibt es einige bewässerte Parks und Hausgärten.
Das Weideland der Stadt dient vor allem Ziegen, Schafen und Kühen als Futterplatz. In den Sommermonaten ziehen hier auch Wanderherden durch. Neben den Nutztieren, haben hier auch wilde Säugetiere ihr Habitat, wie Feldmäuse, Waldmäuse, Braunbrustigel und Wildkaninchen.
Plasencia ist auch Lebensraum unterschiedlichster Vogelarten. Große Raubvögel, wie der Zwergadler oder der Wanderfalke, die ihren Brutplatz im Nationalpark Monfragüe oder in den Ausläufern der Sierra de Gredos haben, gehen hier auf Nahrungssuche. Häufiger sind aber kleinere Vogelarten zu sehen, wie Buchfink, Blaumeise, Kohlmeise, Stieglitz, Girlitz, Bluthänfling, Haussperling, Misteldrossel, Heidelerche, unterschiedliche Arten von Kuckucke, Gartenbaumläufer und Einfarbstar. Kleinere Räuber, wie der Rotkopfwürger und die Iberische Blauelster sind ebenfalls vertreten. Im Winter steigt durch Zuzug die Zahl der Ringeltauben.
Unter den Amphibien und Reptilien, die in der Umgebung leben, befinden sich verschiedene Arten von Froschlurchen, die Europäische Eidechsennatter, die Perleidechse, mehrere Arten von Mauereidechsen und Mauergeckos. Der Río Jerte ist Heimat zahlreicher Fischarten, wie Flussbarbe, Aland, Squalius alburnoides, Schleie und Cobitis paludica.

### Geologie
Stratigraphisch besteht das Gestein überwiegend aus präkambrischen Sedimenten von Grauwacke und Schiefer sowie dem lokalen Granit der Béjar-Plasencia-Zone.
Fluviatiles Sediment aus dem Tertiär und Quartär entstand durch die Fluss-Systeme. Im Westen finden sich tertiäre Ablagerungen im Becken von Coria. Durch den Río Jerte haben sich quartäre Alluvialböden im Tal abgelagert. Diese setzten sich zusammen aus Quarz, Kies, Schiefer, Granit und sandigem Lehm. Im Ort gab es Steinbrüche für den Bedarf der Industriekeramik, aber diese Betriebe wurden alle aufgegeben.

## Bevölkerungsentwicklung
Plasencia hat eine Bevölkerung von 40.892 Einwohnern (Stand 2014). Sie ist somit die zweitgrößte Stadt der Provinz Cáceres und die viertgrößte von der Extremadura. Zu Beginn des 19. Jahrhunderts hatte die Stadt etwa 6.000 Einwohner, gegen Ende waren es ca. 8.000; seitdem ist ein konstantes Bevölkerungswachstum zu verzeichnen.
Nach der Volkszählung von 2012 waren 1362 der 41.002 Einwohner Ausländer. Unter diesen gab es 254 Rumänen, 212 Marokkaner, 113 Bolivianer und der Rest war aus anderen Nationen.
Die folgende Tabelle zeigt die demografische Entwicklung anhand von Volkszählungen vor 1842:
| Jahr | Quelle                                          | Einwohnerzahl  |
| 1591 | Libro de los Millones                           | 1743 Familien  |
| 1754 | Kataster von Ensenada                           | 1070 Familien  |
| 1787 | Volkszählung von Floridablanca                  | 4467 Einwohner |
| 1791 | Abfrage durch das Real Audiencia de Extremadura | 1100 Familien  |
| 1797 | Volkszählung von Godoy                          | 4500 Einwohner |

Die folgende Grafik zeigt die Entwicklung der Bevölkerung zwischen 1842 und 2011:

## Geschichte

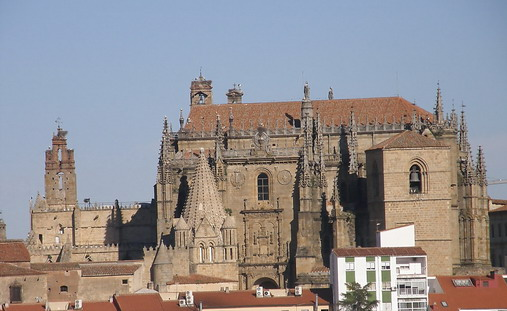
Romanische und spätgotische Kathedrale

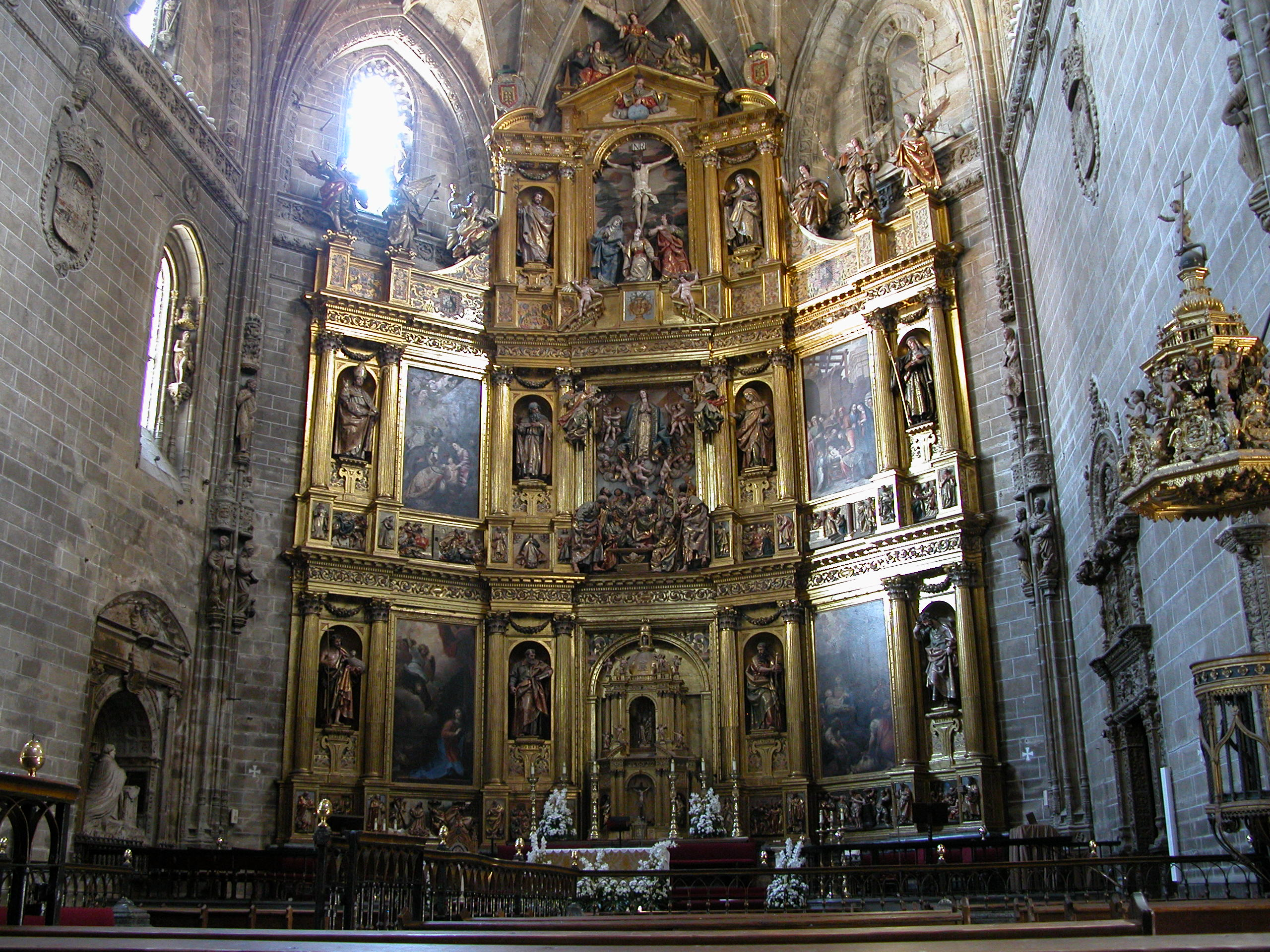
Altarraum der neuen Kathedrale

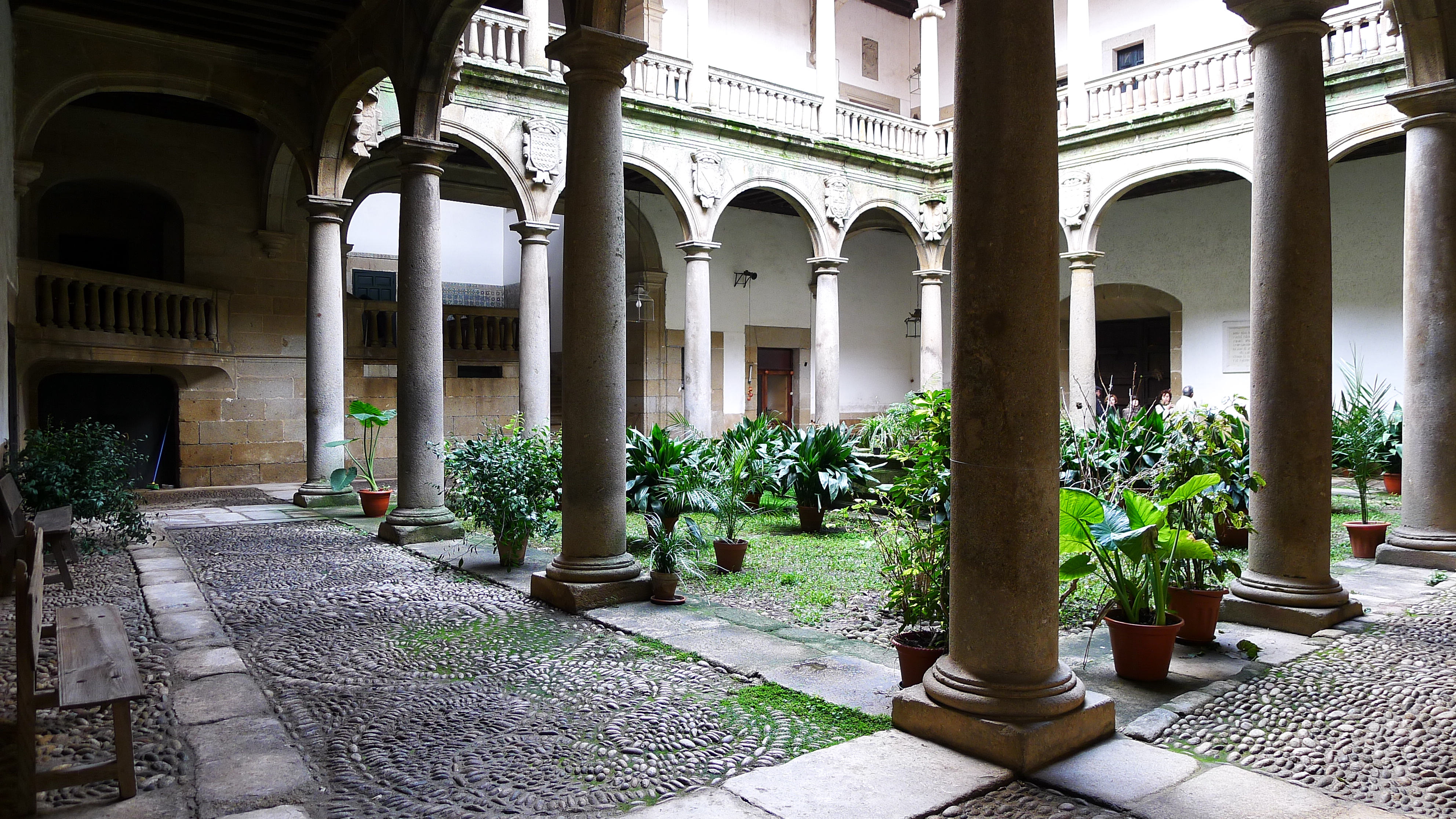
Innenhof (patio) des Palastes des Marqués de Maribel

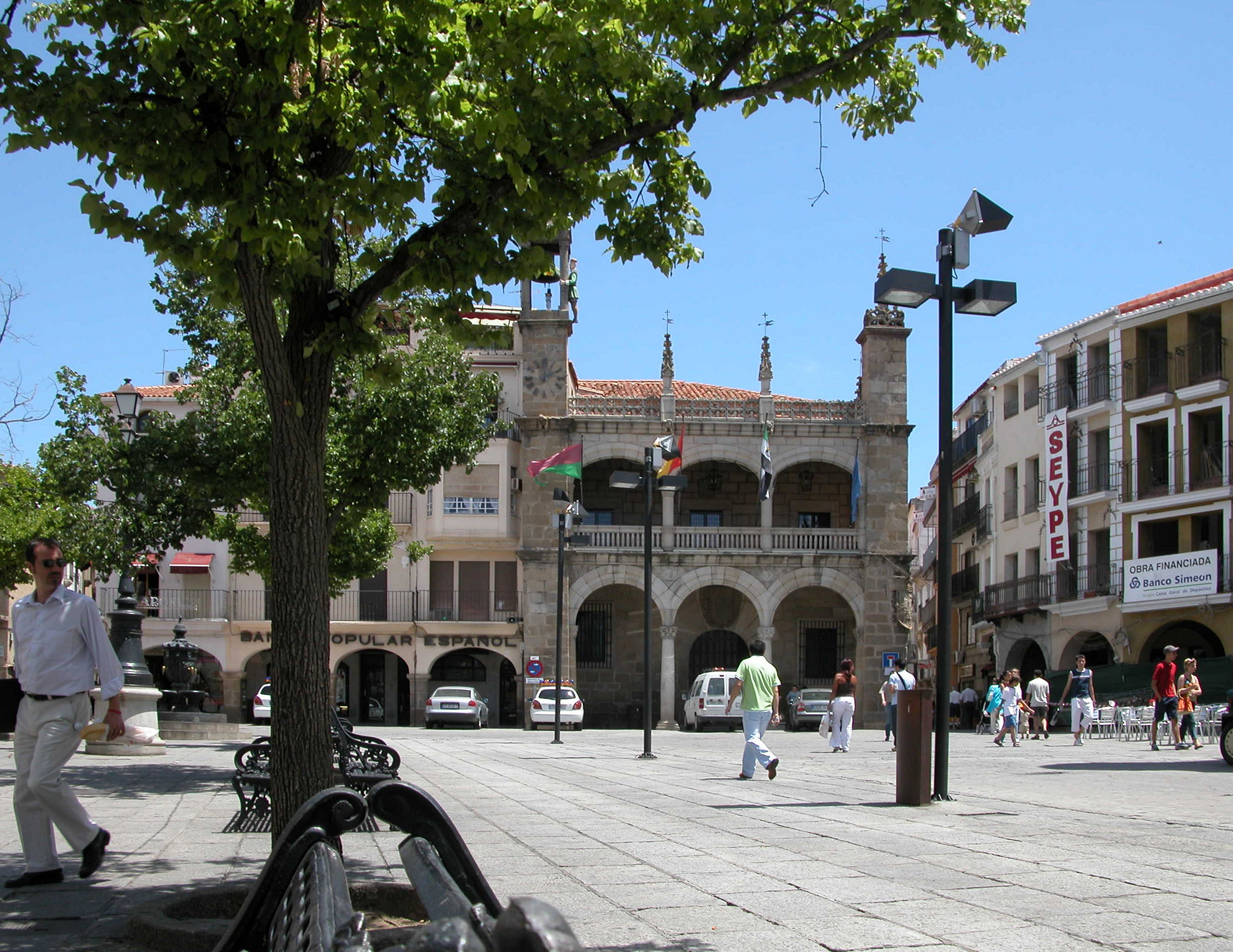
Plaza Mayor mit Rathaus (ayuntamiento)

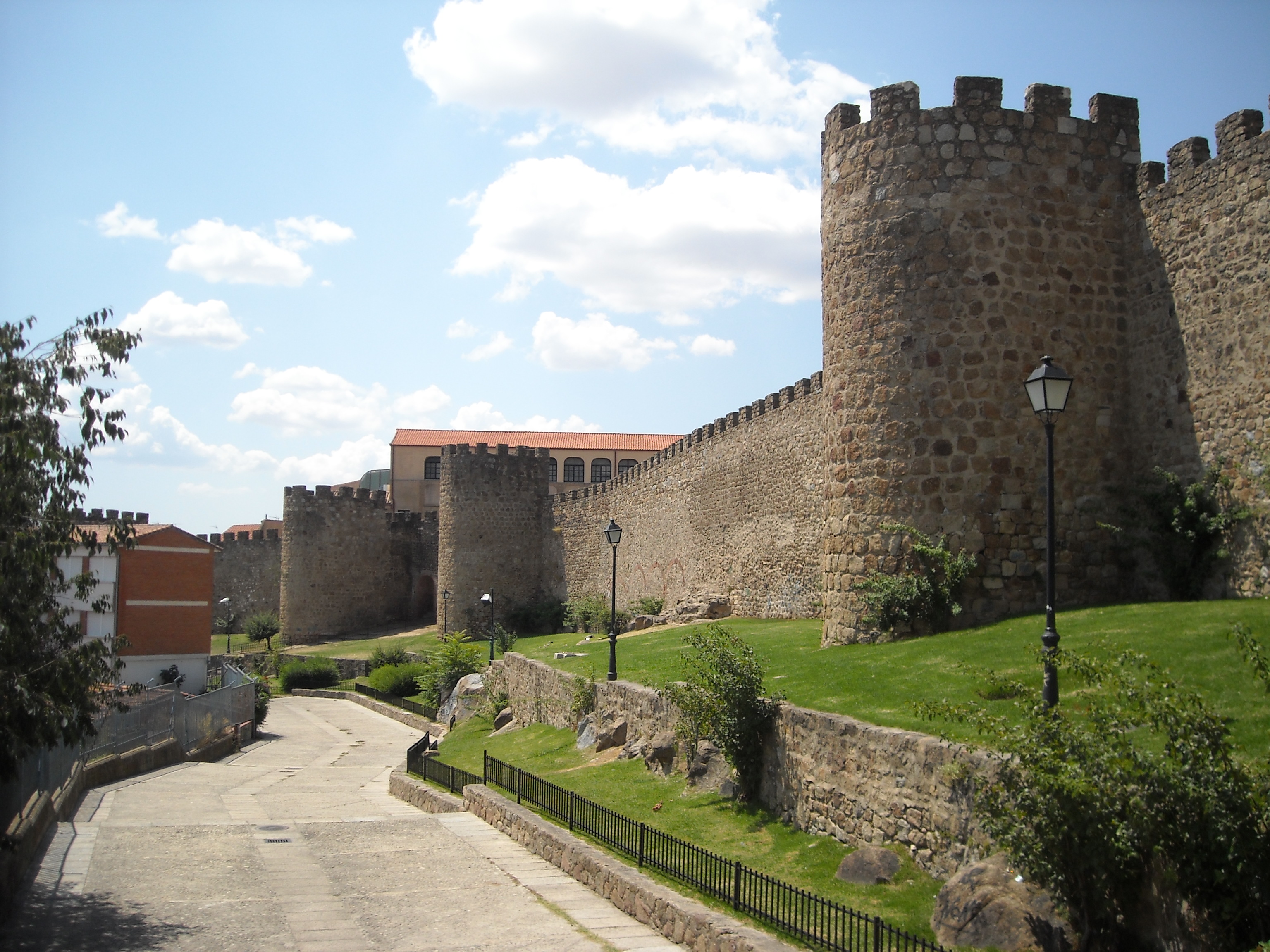
Teilstück der mittelalterlichen Stadtmauer (muralla)

Auf den Ruinen einer keltischen Siedlung errichteten bereits die römischen Eroberer eine Garnison, die an der Via de la Plata (‚Silberstraße‘) lag. Westgoten und Mauren hinterließen keine Spuren im Stadtgebiet. Während der ab dem 10. Jahrhundert betriebenen Rückeroberung (reconquista) der maurisch besetzten Gebiete durch die leonesisch-kastilischen Könige wurde die Stadt im Jahr 1186 durch Alfons VIII. von Kastilien gegründet und bereits drei Jahre später von Papst Clemens III. zum Bischofssitz erhoben. Die Auseinandersetzungen zwischen Christen und den zur damaligen Zeit dominierenden Almohaden gingen jedoch weiter bis am 16. Juli 1212 nach der Schlacht bei Las Navas de Tolosa die Stadt endgültig unter christliche Herrschaft kam.
Bereits im Jahr 1189 war die Stadt nach einer der vielen Rückeroberungen durch Papst Clemens III. zum Bischofssitz erhoben worden, woraufhin auch sofort mit dem Bau einer romanischen Kathedrale begonnen wurde. Deren Neubau zog sich vom 16. bis ins 18. Jahrhundert hin, so dass der heutige Sakralbau auch reichlich spätgotische Stilelemente enthält.

### Das Wappen
Das Wappen zeigt eine Burg, flankiert von einem Kastanien- und einem Pinienbaum, gedeckelt mit einer Herzogskrone und umrahmt von einer Banderole mit der Aufschrift „Ut Placeat Deo Et Hominibus“ (‚Gott und den Menschen zur Ehre‘).

## Sehenswürdigkeiten
Plasencia hat eine Vielzahl kulturhistorisch bedeutsamer Bauwerke:
- Hauptplatz (plaza mayor) mit Bauten vieler Jahrhunderte
- alte Kathedrale aus dem 13. Jahrhundert mit Torre del Melón
- unvollendete neue Kathedrale aus dem 16. bis 18. Jahrhundert
- Kirchen El Salvador, San Esteban, San Martín und San Nicolás
- mittelalterliche Stadtmauer mit Toren
- Palast des Marqués de Mirabel
- Rathaus (ayuntamiento)
- Aquädukt aus dem 16. Jahrhundert
- Museen (→ Weblink)

Zu weiteren Bauwerken siehe die Webseite der Stadt und die Referenzliste.

## Wirtschaft und Infrastruktur

### Wirtschaft
Im Mittelalter diente die Stadt in hohem Maße als Handwerks- und Handelszentrum; heute spielen vor allem die Bauindustrie sowie der Dienstleistungssektor und das innerstädtische sowie das überregionale Transportwegen die wichtigsten Rollen im Wirtschaftsleben der Stadt. In Gewerbezentren (polígonos industriales) vor den Toren der Stadt haben sich kleinere Industrieunternehmen angesiedelt.

### Verkehr

#### Verbindungsstraßen
| Bezeichnung                            | Lage im Stadtgebiet                                                                                               | Verbindung zu |
| -------------------------------------- | --- | --- |
| Autovía Ruta de la Plata               | Autobahn, durchdringt das Stadtgebiet von Nord nach Süd, westlich der Stadt                                       | Nord: Villar de Plasencia, Valle del Ambroz, Béjar; Süden: Cañaveral, Cáceres, Mérida, Almendralejo, Zafra und Sevilla. |
| EX-A1 Autovía del Norte de Extremadura | Regionale Autobahn, durchquert das Stadtgebiet von Ost nach West, südlich von Plasencia und nördlich von San Gil. | Osten: Malpartida de Plasencia, Casatejada und Navalmoral de la Mata; Westen: Galisteo, Coria, Moraleja und Portugal.   |
| N-630                                  | Nationalstraße, durchquert das gesamte Zentrum der Stadt von Norden nach Süden.                                   | Verbindungsroute zur A-66.                                                                                              |
| N-110                                  | Nationalstraße, schneidet sich mit der N-630 an der Puerta de Talavera und führt von dort nach Nordost.           | Nordosten: Valle del Jerte und Provinz Ávila.                                                                           |
| EX-108                                 | Regionalstraße, verläuft parallel zur EX-A1                                                                       | Verbindungsroute zur EX-A1.                                                                                             |
| EX-203                                 | Regionalstraße, schneidet sich mit der N-630 am Puerta del Sol.                                                   | Osten: La Vera und dem Tal des Río Tiétar.                                                                              |
| EX-208                                 | Regionalstraße, führt nach Süden zur EX-A1 und darüber hinaus.                                                    | Südosten: Nationalpark Monfragüe, Trujillo und Zorita.                                                                  |
| EX-304                                 | Umgehungsstraße im Südosten der Stadt                                                                             | Verbindungsroute in alle Richtungen.                                                                                    |
| EX-370                                 | Regionalstraße, schneidet sich innerstädtisch mit der N-630                                                       | Osten: Carcaboso, Montehermoso und Pozuelo de Zarzón.                                                                   |
| CC-36                                  | Regionalstraße, schneidet sich innerstädtisch mit der N-110                                                       | Südosten: Malpartida de Plasencia.                                                                                      |

#### Schienenverkehr
Plasencia hat einen eigenen Bahnhof an der Avenida del Ambroz, der täglich direkte Verbindungen mit Städten wie Madrid, Talavera de la Reina, Cáceres, Mérida, Badajoz oder Huelva bietet. Das spanische Eisenbahnunternehmen Renfe betreibt die Strecken mit Intercity- und Regional Express-Zügen. Bis 1985 war die Verbindungslinie nach Astorga, die auch durch Salamanca und Zamora (Spanien) verlief, im Betrieb.
Die Hochgeschwindigkeitsstrecke (AVE), die Plasencia mit Badajoz im Jahr 2030 verbinden soll und eine Station in der Stadt haben wird, befindet sich in der Umsetzungsphase.

## Städtepartnerschaften
- Piacenza, Italien (seit 2005)
- Santiago de Chile, Chile (seit 2007)

## Söhne und Töchter
- Bernardino López de Carvajal (1456–1523), Kardinal
- Juan de Zúñiga y Pimentel (1459–1504), Angehöriger des Hauses Zúñiga und Großmeister des Alcántara-Ritterordens
- Inés de Suárez (1507–1580), Conquistadorin
- Gabriel Trejo Paniagua (1562–1630), Kardinal
- Cipriano Calderón Polo (1927–2009), katholischer Geistlicher, Kurienbischof
- José Vicente Conejero Gallego (* 1951), katholischer Geistlicher, Bischof von Formosa in Argentinien
- Raquel Sánchez-Silva (* 1973), Fernsehmoderatorin
- Pedro Romero (* 1982), Radrennfahrer